# Breuillet (Charente-Maritime)
Breuillet is een gemeente in het Franse departement Charente-Maritime (regio Nouvelle-Aquitaine). De plaats maakt deel uit van het arrondissement Rochefort. Breuillet telde op 1 januari 2022 3.060 inwoners.

## Geografie
De oppervlakte van Breuillet bedroeg op 1 januari 2022 19,99 vierkante kilometer; de bevolkingsdichtheid was toen 153,1 inwoners per km².
De onderstaande kaart toont de ligging van Breuillet met de belangrijkste infrastructuur en aangrenzende gemeenten.

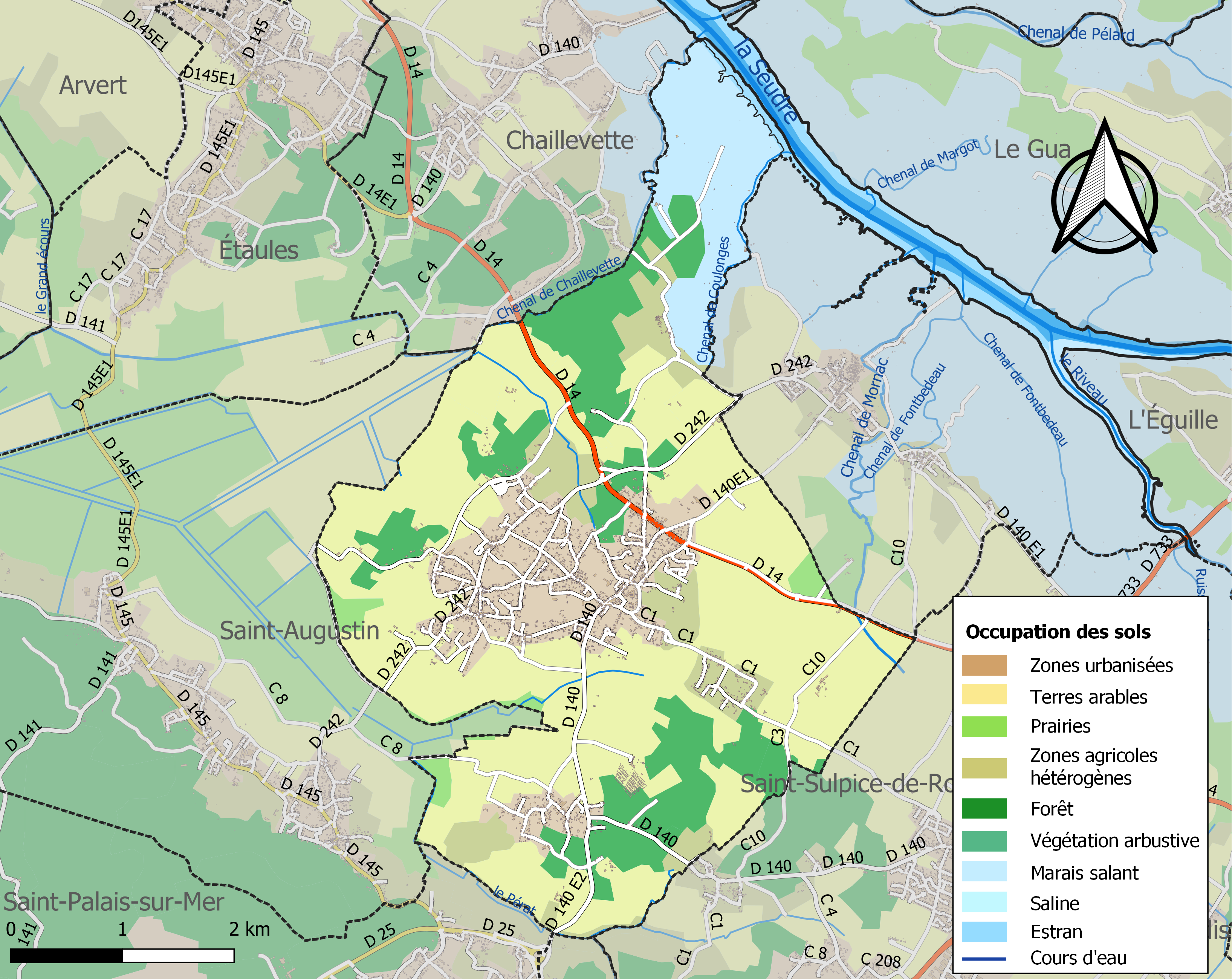

## Demografie
Onderstaande figuur toont het verloop van het inwonertal (bron: INSEE-tellingen).